# Austroglossus
Austroglossus es un género de peces de la familia Soleidae, del orden Pleuronectiformes. Esta especie marina fue descubierta por Charles Tate Regan en 1920.

## Especies
Especies reconocidas del género:
- Austroglossus microlepis (Bleeker, 1863)
- Austroglossus pectoralis (Kaup, 1858)

### Lectura recomendada
- Eschmeyer, William N., ed. 1998. Catalog of Fishes. Special Publication of the Center for Biodiversity Research and Information, no. 1, vol 1-3. 2905.
- Lahuerta Mouriño, Fernando e Francisco X. Vázquez Álvarez (2000): Vocabulario multilingüe de organismos acuáticos. Santiago de Compostela: Junta de Galicia / Termigal. ISBN 84-453-2913-8, p. 84.